# Милово (Грчка)
Милово или Милетово (грч. Μεγάλη Γέφυρα, Мегали Гефира) је насељено место у општини Пидна-Колиндрос у периферији Средишња Македонија, Грчка. Према попису из 2021. године било је 177 становника.
Милово је било словенско насеље у којем се говорило словенски 1895. када је место посетио немачки лингвиста Густав Вајганд.  Према бугарском географу и историчару, Василу Канчову, у Милову је 1900. године живело 155 Словена хришћана. Милово припада словенским насељима која се пружају уз десну обалу реке Бистрице до ушћа у Егејско море, која су у процесу хеленизације.